# シンクホール

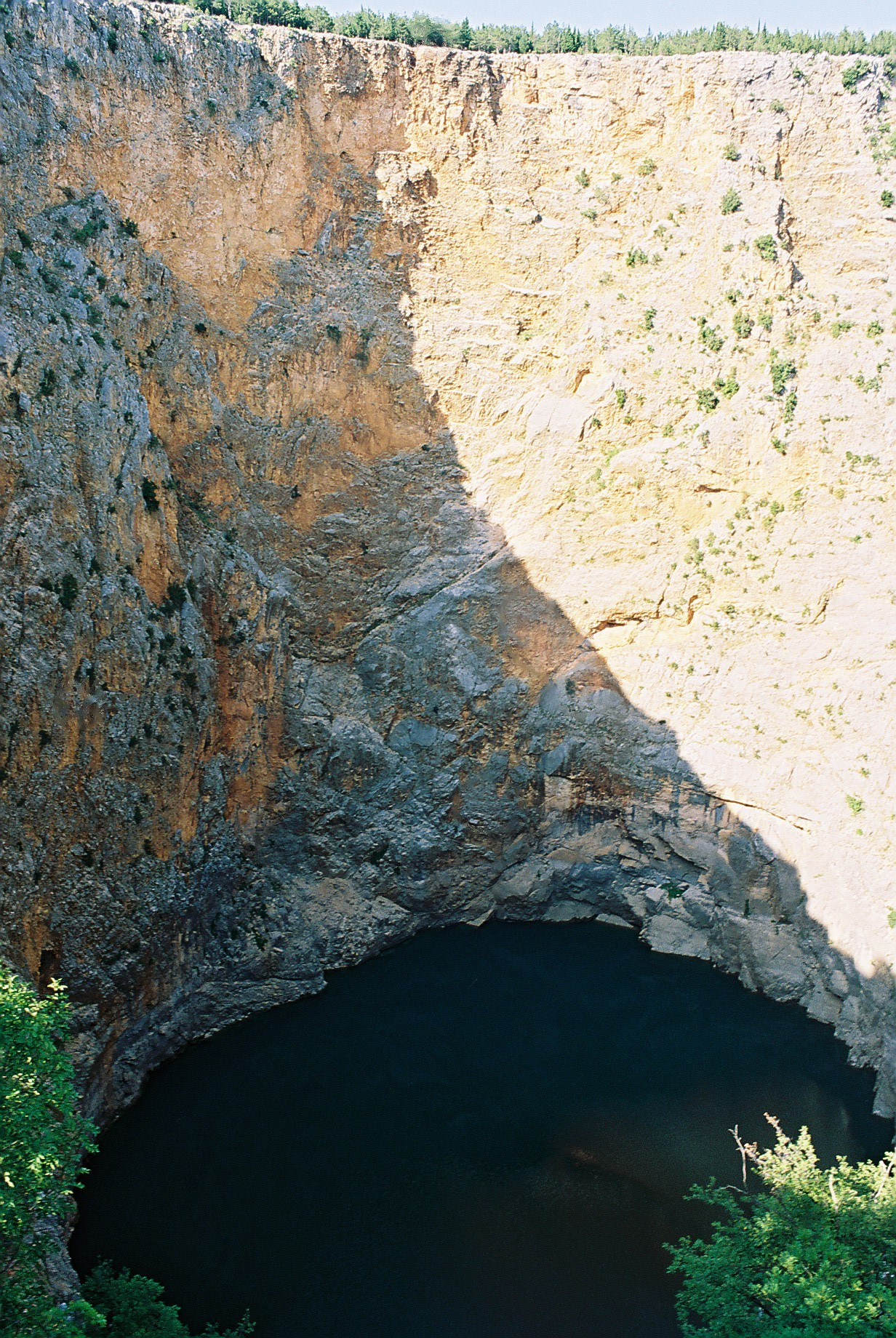
レッド湖（クロアチア）

シンクホール（英語: sinkhole）あるいはドリーネ（ドイツ語: Doline, セルビア語: dolina）は、石灰岩・ドロマイト地域で地下に空洞が発達し表層が崩落して生じる陥没孔である。

## 概要
地下水による浸食、あるいは何らかの化学的な変化によって、地下にある岩石または空間が崩壊し、地表にまで到達する大きな穴が開く。カルスト地形においてしばしば起こる。
鉱山跡や採石場跡が陥没した時など、人工的な構造物に由来するものもシンクホールと呼ばれる。カルストに由来するシンクホールと区別するため、英語ではドイツ語に由来する「Pinge」と呼ばれることもある。
湖沼や海にも発生する。海面下のシンクホールはブルーホールとよばれる。ユカタン半島の低平な石灰岩地帯に見られる陥没穴はセノーテと名づけられており、地下水が溜まった天然の井戸・泉となっている。また、道路に埋設した上下水道管が壊れて漏水し地盤が崩れて発生する場合や、高層建築物建設に伴う掘削によって地下水が抜け地盤沈下を起こすことで穴が開く場合があり、これらもシンクホールとよばれることがある。
大韓民国では、近年人為的な要因から発生するシンクホールが増えており、社会問題となっている。

### 地方名
ドリーネ（doline）は谷を意味するセルビア語ドリーナ（dolina）に由来し、英語では落込穴を意味するシンクホール（sinkhole）が用いられる。

## シンクホールによる被害

### アメリカ合衆国
フロリダ州では石灰岩などで構成される岩盤が酸性の地下水による浸食を受けて地面の陥没や穴の出現が再三起きている。特にヒルズボロ郡は「陥没地区」と呼ばれるほど多発しており、フロリダ州の上院保険・銀行委員会の報告書によると事故による保険金請求件数全体の4分の3がシンクホールによるものである。

### 日本

#### 多発地域
日本では石灰岩により自然的に発生するシンクホールは少ないが、鉱山跡、採石場跡、下水道管路、地下鉄工事現場などではシンクホールが多く発生している。ごく浅い場所で採掘する亜炭の採掘場所の跡地での発生が多い。北海道の炭鉱跡地など、炭鉱が大規模な場合はシンクホールも大規模になる。
市街地でも、かつて採炭や採石が盛んだった地域はよく発生している。例えば、亜炭で有名な可児郡御嵩町、大谷石で有名な宇都宮市大谷町、炭鉱で有名な北海道夕張郡や福岡県筑豊地方、などで発生している。陥没を避けるために、坑道跡に地下水充填などの対策があるが、鉱業とともに町の産業も衰退した自治体ではそのような予算がない場合が多い。もし自宅などがシンクホールの底に沈んだ場合は、特定鉱害として鉱業法第109条に基づき、行政の支援が受けられる場合がある。
日本国内では下水管に起因する道路陥没事故が年間4,000 - 5,000件程度起こっている。

#### 主なシンクホール、陥没事故
- 都営地下鉄浅草線
- 東葉高速鉄道
- 御嵩町
- 大蔵海岸陥没事故
- 琉海ビル陥没事故
- 梅ヶ丘特殊地下壕
- 東北新幹線
  - 牛鍵トンネル[6]

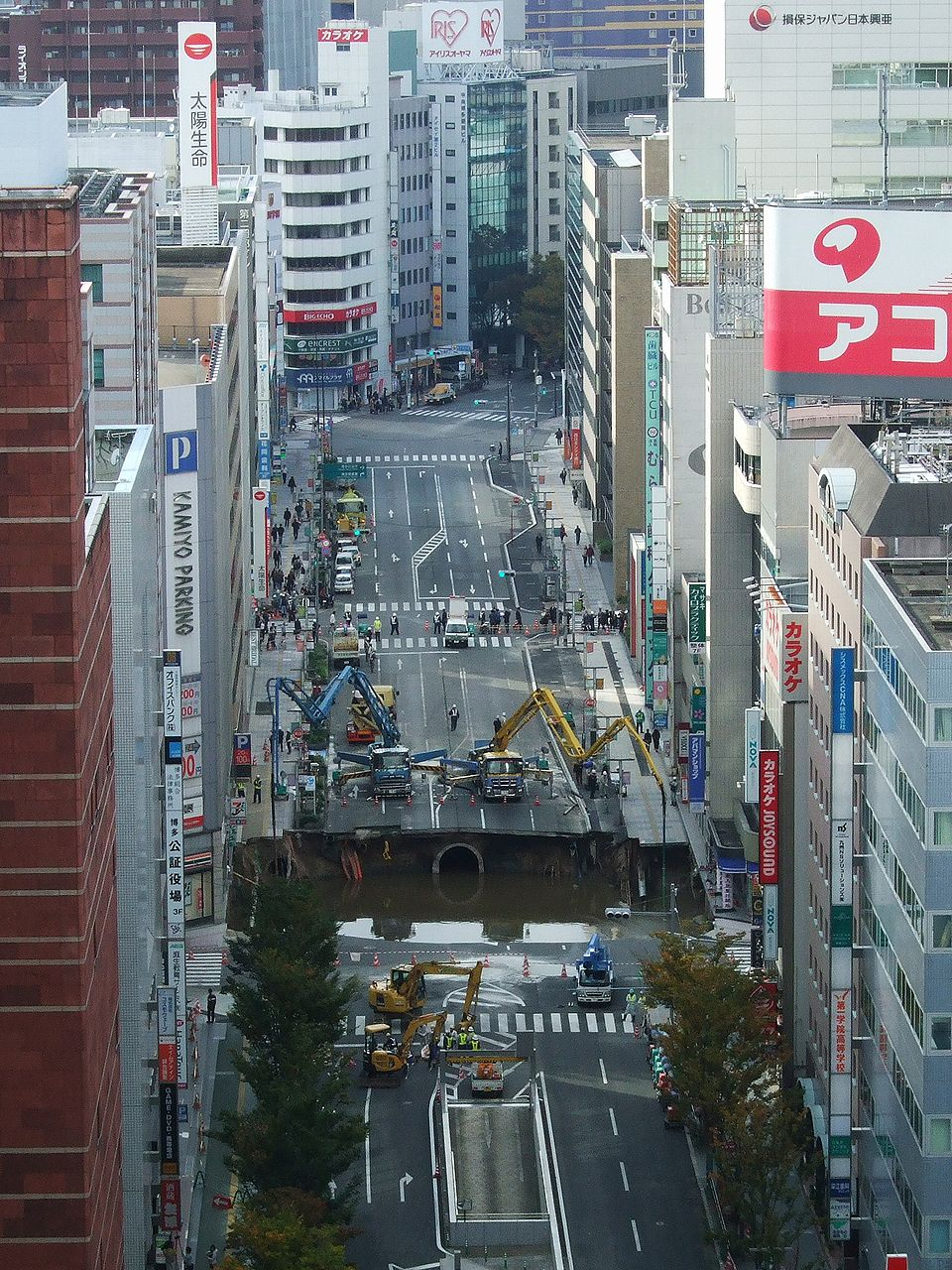
2016年11月8日に福岡市博多区で発生したシンクホール（翌11月9日撮影）

  - 第1上野トンネル - 御徒町トンネル工事
- 上越新幹線
  - 榛名トンネル
- 首都圏中央連絡自動車道
  - 笠森トンネル[7]
  - 山口トンネル[8]
- 東京メトロ千代田線
  - 不忍池の陥没事故
- 中央環状品川線
  - 五反田出入口工事箇所付近[9]
- 生駒トンネル
- 北山バイパス
- 飯山トンネル
- 湖北トンネル[10]
- 天王洲アイル駅
- 京都市営地下鉄[11]
- 2005年（平成17年）8月16日、福井県福井市の市営墓地である西墓地公園にて大規模陥没。墓地内道路を含む、東西30m弱、南北約35m、深さ20～30mの穴が開き、多くの墓石を飲み込んだ。足羽山山腹にあるこの墓地の下には、古代から1998年まで採掘されていた笏谷石の坑道があり、昭和40年代から坑道陥没の危険性は指摘されていた。長い歴史のある坑道の全容はいまだ把握されていないが、陥没事故の現場は埋め戻され穴は塞がっている。前日の15日はお盆の墓参客が多く、その時間ならば甚大な人的被害も想定されたが、その翌日かつ早朝に起こり、なおかつ墓地であるため人的被害は一切なかった。
- 2008年（平成20年）3月11日、北海道三笠市に出現。長さ40メートル、幅70メートル、深さ20メートルと非常に大きい。旧北炭幌内炭鉱跡地。
- 2009年（平成21年）4月2日、北海道胆振管内安平町のゴルフホールで突然陥没。プレイ中の女性が死亡した。
- 2011年（平成23年）3月11日、福島県福島市のハシドラッグ西店の北側道路に出現。東日本大震災によるもの。信号待ちの車1台が巻き込まれた。
- 2013年（平成25年）2月5日、栃木県宇都宮市の大谷平和観音の南東の山林に出現。地下にはかつて大谷石の採掘場があった。
- 2015年（平成27年）3月15日、愛知県春日井市の公園に出現。ここには戦前に亜炭鉱の採掘場があった。
- 2016年（平成28年）11月8日、福岡県福岡市博多区の博多駅前2丁目交差点付近の地下鉄七隈線の建設工事現場にて発生した陥没事故。現場の状況は写真（右図）参照。大規模な地盤崩落事故であったが、犠牲者は1人も出なかった。

- 2020年（令和2年）10月18日、東京都調布市の地下で行っていた東京外環自動車道のトンネル工事現場の直上の道路で、深さ約5mの陥没事故が発生。
- 2025年（令和7年）1月28日、埼玉県八潮市の中央一丁目交差点で陥没事故が発生。走行していたトラック1台が巻き込まれ地下に転落した。

### グアテマラ
2007年2月23日、グアテマラシティの住宅街に深さ100mのシンクホールが発生、5人が死亡した。2010年5月30日には、グアテマラシティの工場地帯で直径20m、深さ30mのシンクホールができ、3階建ての工場がそのまま崩壊し15人が死亡した。熱帯低気圧がもたらした洪水と下水道管の管理不良が原因であった。

### ロシア
2014年11月、ロシア中部ペルミ地方ソリカムスク（ru:Соликамск）のカリウム鉱山で巨大なシンクホールが出現、12月には幅80mに達した。

### 韓国
2015年2月20日、韓国ソウルで、突然歩道が深さ約5メートル陥没し、バスを降りたばかりの男女2人が転落したものの、二人とも軽症だった。

### 中国
- 小寨天坑（英語版） - 大きさが東西306メートル、南北150メートル、最大深度は約192メートルで、世界最大のシンクホールとされる[15][16]。
- 広州地下鉄6号線[17]
- 大木橋路駅
- 南浦大橋駅
- 塘橋駅
- 魯班路駅

## ギャラリー

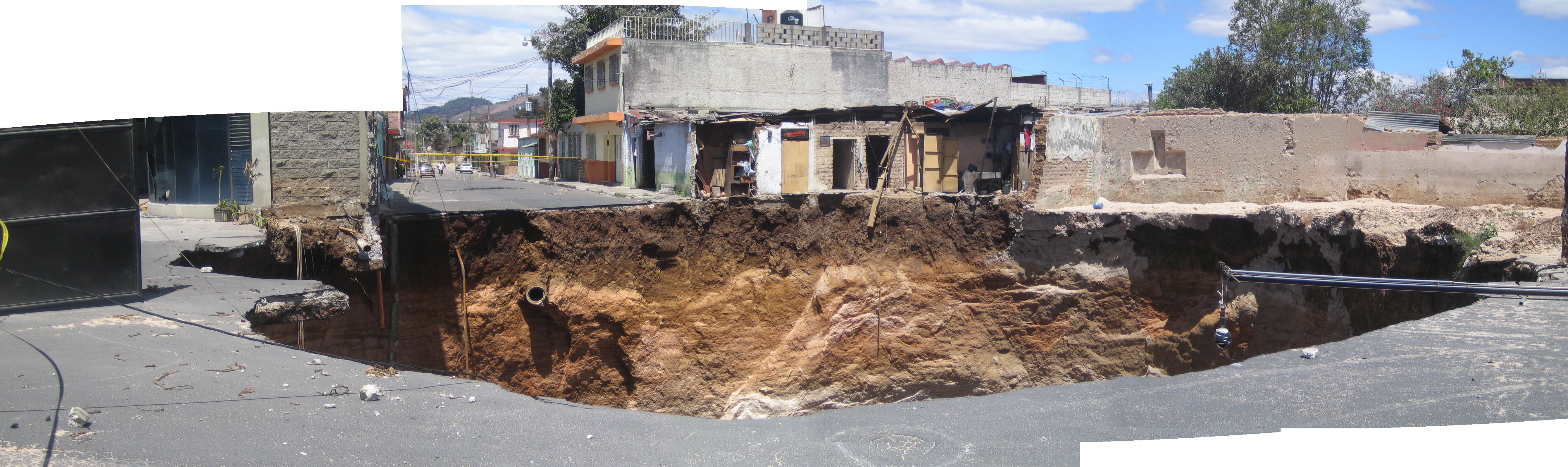
2007年、グアテマラシティで生じたシンクホール
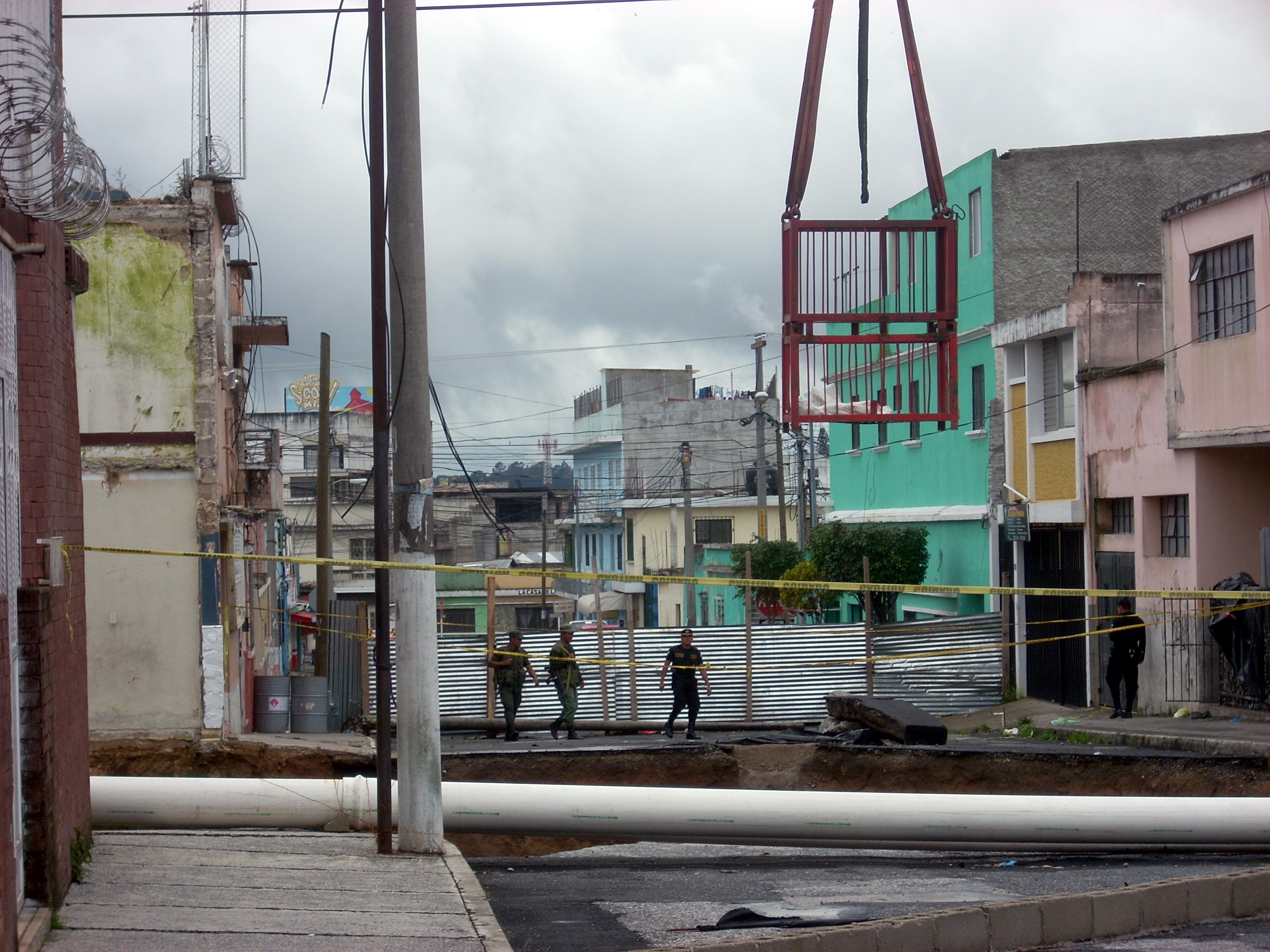
2010年、グアテマラシティで生じたシンクホール
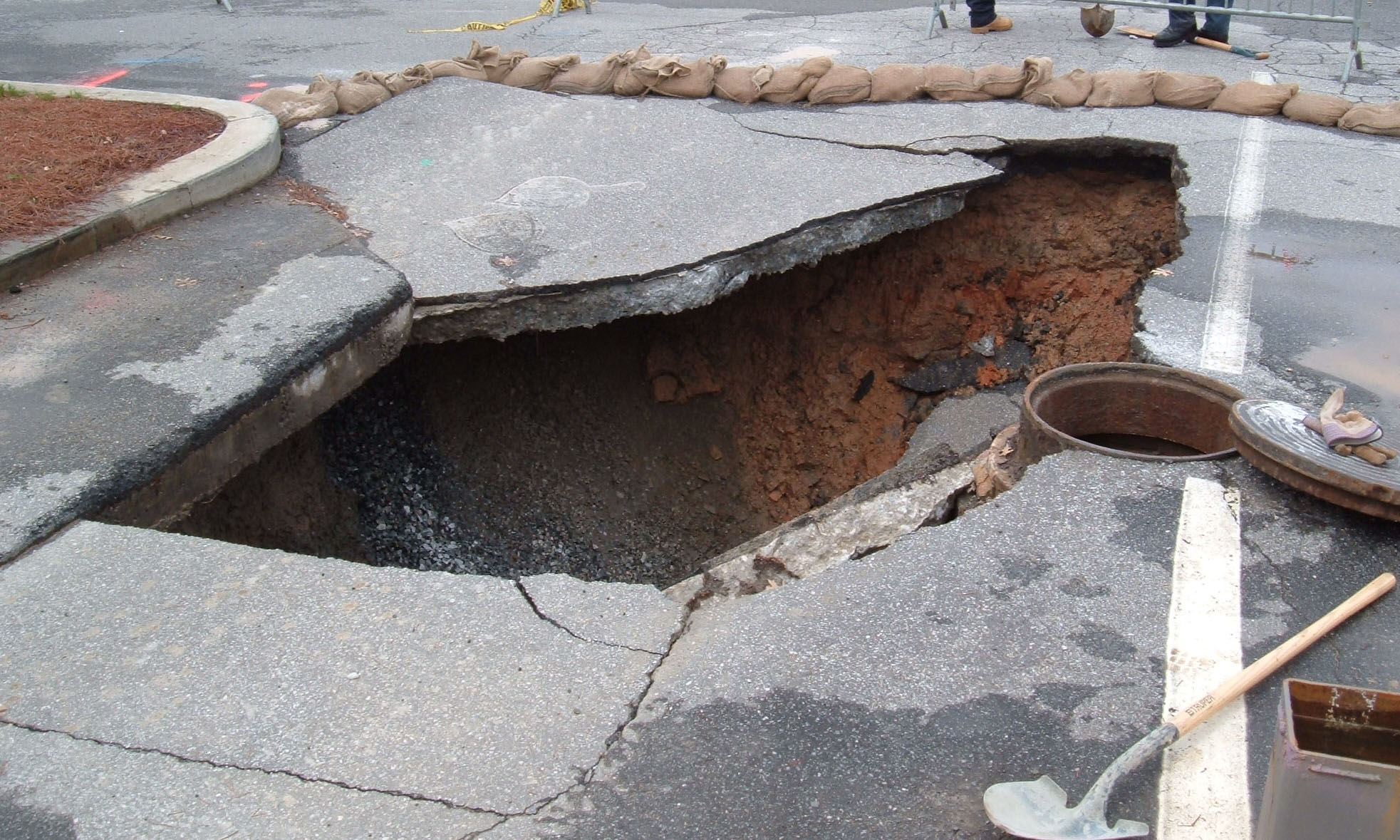
ジョージア工科大学駐車場のシンクホール、深さ約10m、2005年
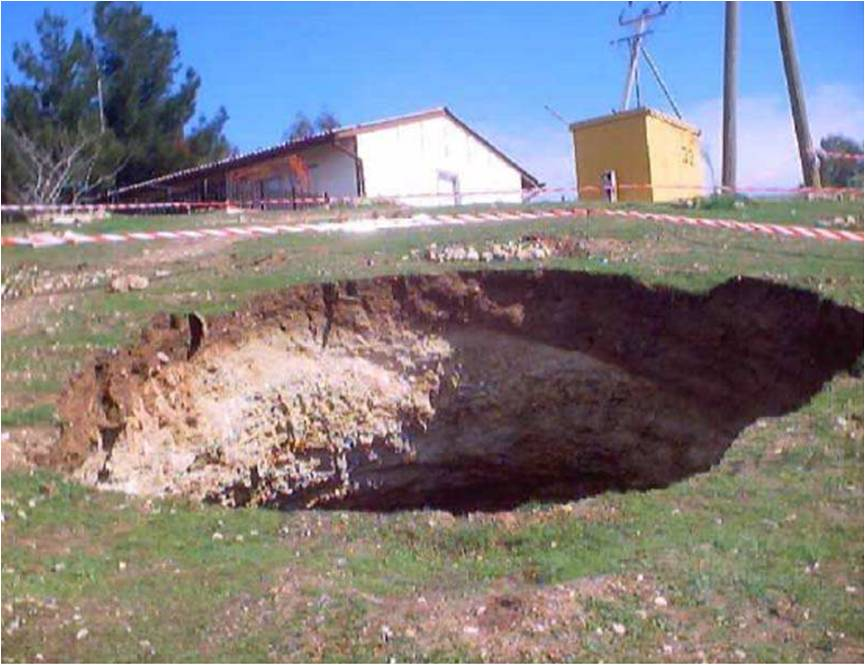
イラク最大のダム、モスルダムのシンクホール
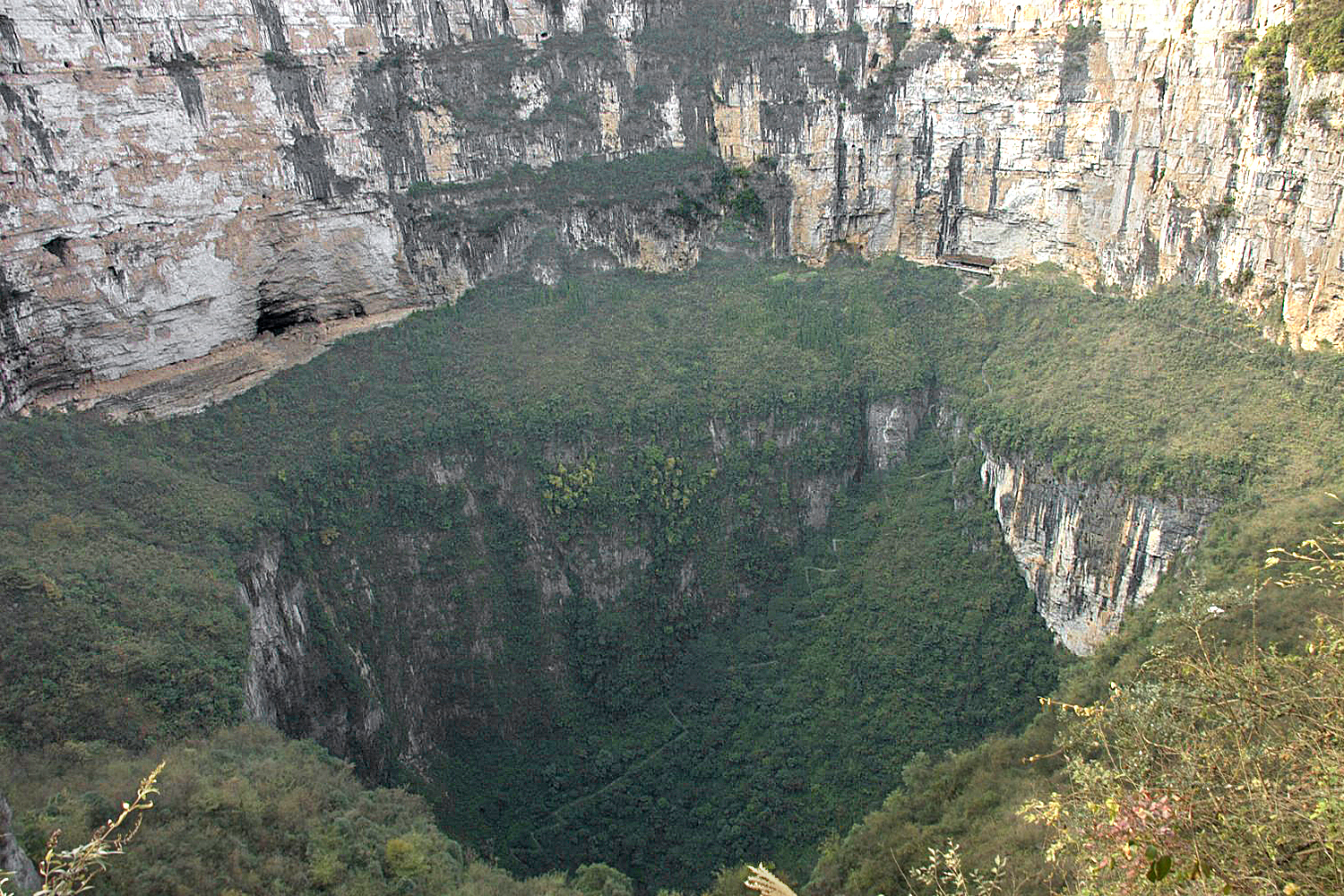
中華人民共和国重慶市の「小寨天坑」。深さ521-662m、幅535-625m。